# Jon Schmidt

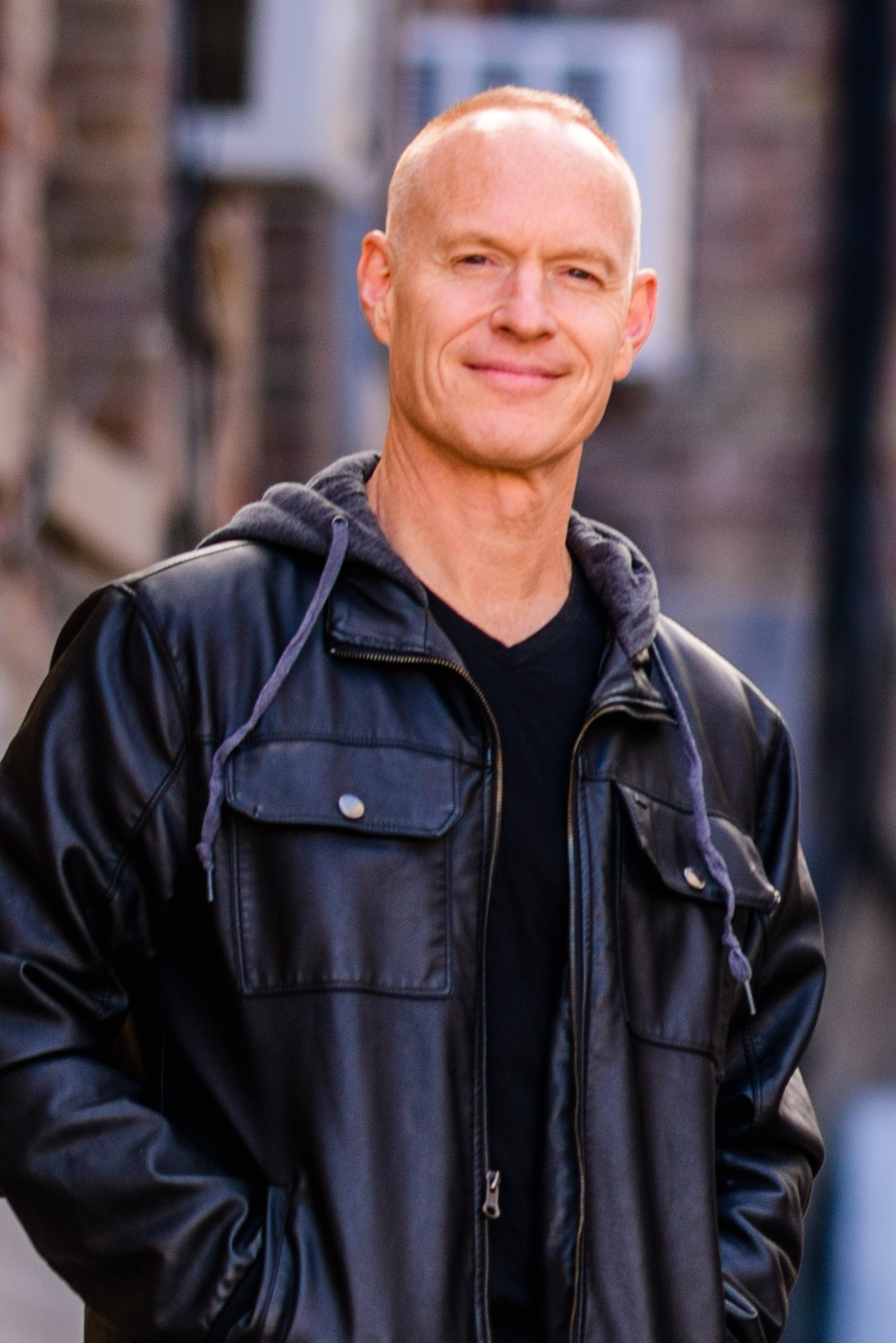
Jon Schmidt

Jon Schmidt (* 9. Juli 1966 in Salt Lake City, Utah) ist ein US-amerikanischer Pianist und Komponist.

## Leben
Schmidt stammt aus einer deutschen Einwandererfamilie, die ihm schon frühzeitig professionellen Musikunterricht ermöglichte. Sein Talent machte sich rasch bemerkbar und so begann er mit elf Jahren eigene Stücke zu komponieren. Nach über einem Jahrzehnt klassischer Ausbildung gab er ab seinem 16. Lebensjahr selbst Klavierunterricht. Dennoch zweifelte Schmidt am Erfolg einer Musikkarriere. Deshalb startete er am College ein Englischstudium, mit dem Ziel, den MBA zu erwerben. Erst durch die positive Resonanz auf seine Begabung durch seine Mitmenschen wagte er sich, sein Können der Öffentlichkeit in einem Konzertsaal zu präsentieren. Daraufhin brach er sein Studium ab, widmete sich in seinen frühen Zwanzigern vollständig seiner musikalischen Laufbahn und startete eine erfolgreiche Solokarriere.
Jon Schmidt und seine Frau Michelle haben fünf Kinder. Seine Tochter Anna "Annie" Schmidt verstarb auf einer Wanderung in Portland, Oregon am 16. Oktober 2016 mit 21 Jahren. Nach derzeitigen Erkenntnissen war sie allein unterwegs, als sie von einem Felsvorsprung abstürzte. Es wird von einem Unfall ausgegangen.

## Karriere
1991 veröffentlichte Jon Schmidt sein Debütalbum August End. Unter dem Label Aubergine Records folgten Walk in the Woods (1993), A Day in the Sunset (1994) und Jon Schmidt Christmas (1997). Das im Jahr 2000 herausgegebene Album To the Summit erschien erstmals unter dem eigenen Musiklabel JSP Productions. Danach folgten noch viele weitere Stücke, wie Heart of a Child, Winter Wind, Song of the Ocean, Waterfall, und Homecoming. Seit 2011 spielt er in der amerikanischen Musikgruppe The Piano Guys, mit denen er regelmäßig auf der Internet-Videoplattform YouTube zu sehen ist und gemeinsame Alben veröffentlicht. Sein Musikstil wird als „New Age Classical“ bezeichnet.

## Diskografie
- 2014: Wonders
- 2012: The Piano Guys
- 2011: Hits Volume 1
- 2011: Hits Volume 1 Limited Edition
- 2009: Bonus Tracks (JS Productions)
- 2006: Hymns Without Words (JS Productions)
- 2004: Winter Serenade (JS Productions)
- 2000: To The Summit (JS Productions)
- 1997: Jon Schmidt Christmas (Shadow Mountain)
- 1994: Day in the Sunset (Aubergine Records)
- 1993: Walk in the Woods (Aubergine Records)
- 1991: August End (Aubergine Records)

(Quelle:)